# Wetren
Wetren (buł. Ветрен) – miasto w Bułgarii, w obwodzie Pazardżik. Populacja 3500 osób.